# Nephila edulis
Nephila edulis  (лат.)  — вид пауков из семейства Nephilidae.
Вид широко распространён в Австралии в тропических и умеренных районах, в Новой Гвинее и Новой Каледонии.
Самки могут достигать в длину около 23 мм, самцы около 6 мм. Головогрудь чёрного цвета с белым рисунком на спине и жёлтым снизу. Брюхо серого или коричневого цвета.
Паутина самки может достигать одного метра в диаметре. Размножение происходит в феврале-мае. В коконе может быть до 380 яиц.